# Michèle Philippe
Pour les articles homonymes, voir Philippe.
Michèle Philippe, née le 17 janvier 1926 à Paris et morte le 23 septembre 1972 dans la même ville, est une actrice française.

## Biographie
Épouse Piau, elle meurt d'une leucémie et repose au cimetière ancien de Sartrouville (Yvelines).

## Filmographie
- 1945 : Blondine d'Henri Mahé : Brune
- 1945 : Le Cavalier noir de Gilles Grangier
- 1945 : Trente et quarante de Gilles Grangier
- 1946 : Les Gueux au paradis de René Le Hénaff : Linda
- 1947 : La Grande Maguet de Roger Richebé : Suzanne de Norvaisis
- 1948 : Le Dolmen tragique de Léon Mathot : Madame Pascalin
- 1948 : Carrefour du crime de Jean Sacha : Dora
- 1948 : Par la fenêtre de Gilles Grangier : Renée
- 1948 : Le voleur se porte bien de Jean Loubignac : Rosine
- 1949 : La Femme nue d'André Berthomieu : la princesse de Chabran
- 1949 : Le Cœur sur la main d'André Berthomieu : Mary Pinson, la chanteuse
- 1949 : Le Bal des pompiers d'André Berthomieu : Paméla Noël
- 1949 : Tête blonde de Maurice Cam
- 1951 : Chacun son tour d'André Berthomieu : Solange Montfort
- 1951 : L'Aiguille rouge d'Emil-Edwin Reinert : Maya Berger
- 1951 : Le Chevalier sans loi (Le avventure di Mandrin) de Mario Soldati : Marquise de Maubricourt
- 1952 : L'Héritier de Zorro (Il Sogno di Zorro) de Mario Soldati : Maria/Marta
- 1953 : Le Portrait de son père d'André Berthomieu : Marie-Louise
- 1953 : Belle Mentalité d'André Berthomieu : Solange de Fleury
- 1953 : Le Club des 400 coups de Jacques Daroy : Monique de Saint-Febvrier
- 1953 : Une nuit à Megève de Raoul André : Régine
- 1954 : Scènes de ménage d'André Berthomieu
- 1955 : French Cancan de Jean Renoir : Éléonore
- 1955 : Les pépées font la loi de Raoul André : Nathalie
- 1955 : Les Clandestines de Raoul André : Colette Larieux
- 1956 : L'Homme et l'Enfant de Raoul André : Donna
- 1956 : Paris, Palace Hôtel d'Henri Verneuil : Barbara
- 1956 : Les Pépées au service secret de Raoul André : Nathalie
- 1959 : Heures chaudes de Louis Félix : Clémence